# 朱儀 (成國公)
朱儀（1427年—1496年），字炎恒，明朝政治人物。祖上为永樂功臣成國公朱能。

## 生平
父朱勇戰死于土木堡之變。景泰四年（1453年）袭爵。天顺年间曾与诸武臣较射内苑，跃马连中二矢，明英宗奇之，特许为总兵。不久之后遂命守备南京，兼掌南京中军都督府事。成化二十三年（1487年）加太子太傅，弘治九年（1496年）三月卒，年七十，赠特进、光禄大夫、右柱国、太师，谥庄简。十二月其子朱輔襲爵。

## 家族
曾祖朱亮從明太祖起兵反元，授燕山護衛副千户。祖父平原武愍王朱能從明成祖起兵靖難，以功封成國公，子孫世襲。